# Europese weg 532
De Europese weg 532 of E532 is een Europese weg die loopt door de Duitse deelstaat Beieren van Memmingen naar Füssen aan de grens bij Oostenrijk. De weg loopt hierbij uitsluitend door Duitsland.

## Algemeen
De Europese weg 532 is een Klasse B-verbindingsweg en verbindt het Zuid-Duitse Memmingen met Füssen en komt hiermee op een afstand van ongeveer 70 kilometer. De route is door de UNECE als volgt vastgelegd: Memmingen - Füssen.

## Duitsland
De E532 begint bij het Kreuz Memmingen (afsplitsing van E54, E43). Vanaf hier loopt de E532 via de A7 tot Füssen en eindigt aan de grens met Oostenrijk.

## Europese wegen die de E532 kruisen
Tijdens de route kruist de E532 in volgorde de volgende Europese wegen:
- De E43, bij Memmingen in Duitsland.
- De E54, bij Memmingen in Duitsland.
- De E60 bij Telfs in Oostenrijk